# محمد النعاس
محمد النعاس (31 مارس 1991) كاتب وصحفي ليبي ولد في مدينة تاجوراء. له إصدارات عديدة في الشعر والقصة القصيرة. فاز بالجائزة العالمية للرواية العربية لسنة 2022 عن روايته خبز على طاولة الخال ميلاد.

## حياته
ولد في مدينة تاجوراء في ليبيا. تخرج من جامعة طرابلس وحصل على شهادة البكالوريوس في الهندسة الكهربائية في عام 2014. بدأ كتابة القصة القصيرة سنة 2010، والمقالة الساخرة في المنتديات والمدونات الإلكترونية، نشر إلكترونيا رواية إنسان مُقتبسة عن مذكرات خاصة لأحد جنود القذافي عثر عليها صديقه في مدينة مصراتة أبان الثورة الليبية سنة 2011.أصدر روايته الأولى بعنوان «خبز على طاولة الخال ميلاد» الصادرة عن دار رشم للنشر والتوزيع والتي كتبها في فترة الحجر الصحي خلال ستة أشهر. فازت روايته هذه بالجائزة العالمية للرواية العربية في دورتها الخامسة عشرة لعام 2022، وهو أول كاتب لبيبي وثاني أصغر كاتب فاز بالجائزة.

## مؤلفاته
- إنسان، دار ملهمون، 2016
- دم أزرق، منشورات النعاس وشركائه، 2019 [6][7]
- كتاب تاجوريا
- خبز على طاولة الخال ميلاد، دار رشم للنشر والتوزيع، 2021

## الجوائز
- فاز بالجائزة العالمية للرواية العربية لعام 2022 (الدورة 15) عبر روايته «خبز على طاولة الخال ميلاد».[8]

## وصلات خارجية
- مدونة الكاتب الرسمية
- منشورات الكاتب محمد النعاس على موقع بلد الطيوب